# Caspar Adolf von Romberg
Caspar Adolph Johann Dietrich von Romberg (* 1721 in Dortmund; † 1795 ebenda) war ein westfälisch-märkischer Adeliger aus der Familie von Romberg und ein bedeutender Unternehmer im Steinkohlenbergbau.

## Leben
Er war der Sohn von Gerhard Konrad Stephan Freiherr von Romberg (1691–1755), Erbherr von Brünninghausen und Bladenhorst sowie Drost von Hörde und Lünen und Direktor der märkischen Ritterschaft und der Mechtild Maria Christine von Bottlenberg genannt Kessel aus dem Haus Kasparbruch (1700–1771).
Gemeinsam mit seinem Sohn Gisbert erweiterte er den Zechenbesitz der Familie so beträchtlich, dass die Rombergs in der ersten Hälfte des 19. Jahrhunderts zu den größten Eigentümern im Ruhrgebiet gehörten.
Durch seine Heirat mit Louise von Diepenbrock im Jahre 1765 fiel Schloss Buldern an die Rombergs. Über die Familie Diepenbrock erwarb er die Adelssitze Haus Westhemmerde bei Unna und das zugehörige Haus Werl. Auch in der Nähe seines Stammsitzes in Brünninghausen konnte er seine Besitztümer erweitern. Er erwarb Haus Rüdinghausen und Haus Ermlinghofen mit den zugehörigen Ländereien, Kotten und leibeigenen Bauern.
Seine letzte Erwerbung war Haus Stockum in Stockum an der Lippe, heute Werne-Stockum. Dieses Gut erwarb er 1794, ein Jahr vor seinem Tod. Das Geschäft wurde schon durch seinen Sohn Giesbert getätigt.
Neben seiner geschickten Heiratspolitik engagierte sich Caspar Adolf auch im Bergbau. Zusammen mit bürgerlichen Finanziers richtet er ab 1752 neue Stollenbergwerke, die später unter dem Namen Zeche Glückaufsegen zusammengefasst werden sollten. Zum Zeitpunkt seines Todes, also kurz vor dem Beginn des industriellen Bergbaus mit Hilfe von Dampfmaschinen, war er einer der wichtigsten Besitzer von Bergrechten.
Bei seinem Tod war Caspar Adolf einer der reichsten Adeligen Westfalens. Der Wert seiner Güter und Besitztümer wurde mit 900.000 Reichstalern beziffert.